# Antidesma khasianum
Antidesma khasianum är en emblikaväxtart som beskrevs av Joseph Dalton Hooker. Antidesma khasianum ingår i släktet Antidesma och familjen emblikaväxter. Inga underarter finns listade i Catalogue of Life.